# 克羅皮夫尼茨凱 (基洛夫格勒州)
克罗皮夫尼茨凱（羅馬化：Kropyvnytske）是位于乌克兰基洛夫格勒州新烏克蘭卡區漢尼夫卡市鎮的村莊。烏克蘭著名劇作家马尔科·克罗皮夫尼茨基於1840年出生於此，村庄就以他的名字命名。

## 當地名人
- 马尔科·克罗皮夫尼茨基，烏克蘭著名作家